# Kaszás Gábor (labdarúgó)
Kaszás Gábor (Budapest, 1947. március 9. – Dunaföldvár és Kecskemét között, 1990. február 21.) magyar labdarúgó, edző. Két héttel 43. születésnapja előtt, autóbalesetben hunyt el.

## Sikerei, díjai

### Edzőként
- Magyar ifjúsági bajnokság
  - bajnok: 1978–79
- Nehru kupa
  - győztes: 1988
- Magyar bajnokság
  - 4.: 1988–89